# Spock's Beard Live
Spock's Beard Live is een muziekalbum van de band Spock's Beard. Het album bevat liveopnamen van een aantal concerten gegeven in het kader van de promotie van hun laatste studioalbum. Nu Nick D'Virgilio zingt, is er een extra slagwerker ingehuurd op Nick te ondersteunen. Keegan is slagwerker geweest bij onder meer Santana en John Waite. Van de tijd dat Neal Morse nog lid was van de band worden relatief weinig stukken gespeeld. Het album is volgens hun eigen site opgenomen in Nederland, men gaf twee concerten; één in De Boerderij in Zoetermeer en één in De Bosuil in Weert op respectievelijk 25 mei en 26 mei 2007. Waarschijnlijk is het een registratie van een concert in Zoetermeer. Een dag later zou Neal Morse er optreden. Er is ook een dvd-versie uitgebracht.

## Musici
- Nick d'Virgilio – zang, slagwerk, gitaar, toetsen
- Alan Morse – gitaar en zang
- Dave Moross – basgitaar, zang
- Ryo Okumoto – toetsen, zang
- Jimmy Keegan – slagwerk, zang

## Composities

### Cd-versie

#### Cd1
1. "Intro" – 1:32
2. "On a Perfect Day" – 8:00
3. "In the Mouth of Madness" – 4:58
4. "Crack the Big Sky" – 10:35
5. "The Slow Crash Landing Man" – 7:05
6. "Return to Whatever" – 6:37
7. "Surfing Down the Avalanche" – 4:26
8. "Thoughts (Part II)" – 4:58
9. "Drum Duel" – 4:48
10. "Skeletons at the Feast" – 7:14

#### Cd2
1. "Walking on the Wind" – 10:04
2. "Hereafter" (Ryo solo) – 3:36 
 As Far as the Mind Can See
3. "Part 1 - Dreaming in the Age of Answers" – 5:06
4. "Part 2 - Here's a Man" – 3:35
5. "Part 3 - They Know We Know" – 3:15
6. "Part 4 - Stream of Unconsciousness" – 5:49
7. "Rearranged" – 6:56 
 Medley
8. "The Water" – 6:12
9. "Go the Way You Go" – 7:49

### Dvd-versie
1. "Intro"
2. "On a Perfect Day"
3. "In the Mouth of Madness"
4. "Crack the Big Sky"
5. "The Slow Crash Landing Man"
6. "Return to Whatever"
7. "Surfing Down the Avalanche"
8. "Thoughts (Part II)"
9. "Drum Duel"
10. "Skeletons at the Feast"
11. "Walking on the Wind"
12. "Hereafter" (Ryo solo) 
 As Far as the Mind Can See
13. "Part 1 - Dreaming in the Age of Answers"
14. "Part 2 - Here's a Man"
15. "Part 3 - They Know We Know"
16. "Part 4 - Stream of Unconsciousness"
17. "Rearranged" 
 Medley
18. "The Water"
19. "Go the Way You Go"